# Bradáčov
Bradáčov (německy Bradatschow) je obec v okrese Tábor v Jihočeském kraji. Žije v ní 45 obyvatel.

## Název
Jméno vzniklo zřejmě po prvním držiteli prvního dvora v tomto místě – Bradáčovi. Písemná forma názvu obce se lišila podle dobových zvyklostí, v roce 1378 se psalo Bradacz, 1393 Bradaczow, 1603 Bradacžow, 1654 Bradacžiow.[zdroj?]

## Historie
První písemná zmínka o vesnici pochází z roku 1378 (Jacobum dictum Bradacz /de Oticz/).
1382. Vlastník Jindřich z Radostovic, po něm jeho sestra Oxana a její syn Petr.
15. stol. Jsou zde drobné statky.
1453. Jeden ze statků prodává Petr z Bradáčova Janovi z Bradáčova.
1471. Vlastní zde poplužní dvůr Dušek.
1541. Duškův vnuk Jakub, Dál jsou zde svobodníci Jan, Onšek,bratři Matěj a Martin.
1542. Má zde pustý statek Mareš.
1550. Zde vlastní statky bratři Dušek a Jakub, dále Martin Salač, Martin z Bradáčova, Jan Kubeš a Mareš poddaný Matěje Lhotky, tento vlastnil lán svobodné dědiny, zahrady, rybníček a porostliny.
1567. Přikoupil Oldřich Smrčka z Mnichu ves Bradáčov, mimo svobodnických usedlostí, k panství Radenínskému.
1599. Dorota Ševcová vdova po Jiřím Ševcovi z Bradáčova udělala smlouvu s Václavem Horovcem o kus pole a paloučku, na potvrzení a budoucí paměť učinili prohlášení v sobotu po svaté Lucii roku 1604. což osvědčil Horovcův syn Václav a Frýda manžel Doroty Ševcové před táborským rychtářem Václavem Protivínským.
1603. Zde byli svobodníci Jakub a Mikuláš.
1604. Mimo svobodnických usedlostí odkoupil ves Bradáčov Jan Bernart Fünfkirchner k panstní mladovožickému.
V 18. stol. Zde byla celá ves svobodnická 33 sbobodníků a 4 chalupy židovské
1911. Sčítání lidu 248.
1921. Sčítání lidu 218.
1923. Založen místní hasičský sbor.
1925. Zbořena původní kaplička a za 13.000 Kčs postavena nová.
1926. Postavena hasičská zbrojnice a obecní váha.
1933.4. Započata stavba silnice Bradáčov Domamyšl, dostavěna 1934.
1951. Postavena silnice Domamyšl Hartvíkov.
1961. Sčítání lidu 111.
1971. Sčítání lidu 113.
1976.5.6. Stavěna silnice z Bradáčova do Rodné.
1977. Vybudována kanalizace.
1979. Vybudovaná asfaltová silnice Bradáčov Pojbuky.
1982.7.5. Výstavba obecní budovy s hasičskou zbrojnicí.

### Škola
Škola byla postavena v roce 1884. Fungovala až do roku 1975, kdy byla zrušena.

## Obyvatelstvo
| Rok            | 1869 | 1880 | 1890 | 1900 | 1910 | 1921 | 1930 | 1950 | 1961 | 1970 | 1980 | 1991 | 2001 | 2011 | 2021 |
| -------------- | ---- | ---- | ---- | ---- | ---- | ---- | ---- | ---- | ---- | ---- | ---- | ---- | ---- | ---- | ---- |
| Počet obyvatel | 397  | 425  | 391  | 414  | 405  | 346  | 340  | 225  | 192  | 197  | 138  | 94   | 74   | 55   | 42   |
| Počet domů     | 56   | 54   | 59   | 60   | 58   | 59   | 61   | 59   | 53   | 50   | 44   | 52   | 51   | 52   | 32   |

## Obecní správa
Mezi lety 1850–1951 patřil Bradáčov jako osada obce k Rodné v okrese Tábor (1850–1930) a později v okrese Pacov. Od 1. dubna 1951 do 30. června 1980 byl obcí v okrese Pacov (1950) a později opět v okrese Tábor. Od 1. července 1980 do 23. listopadu 1990 patřil jako část obce k Vodici a od 24. listopadu 1990 je opět samostatnou obcí.

### Části obce
- Bradáčov
- Horní Světlá

V letech 1951–1960 k obci patřila i Dolní Světlá.

## Galerie

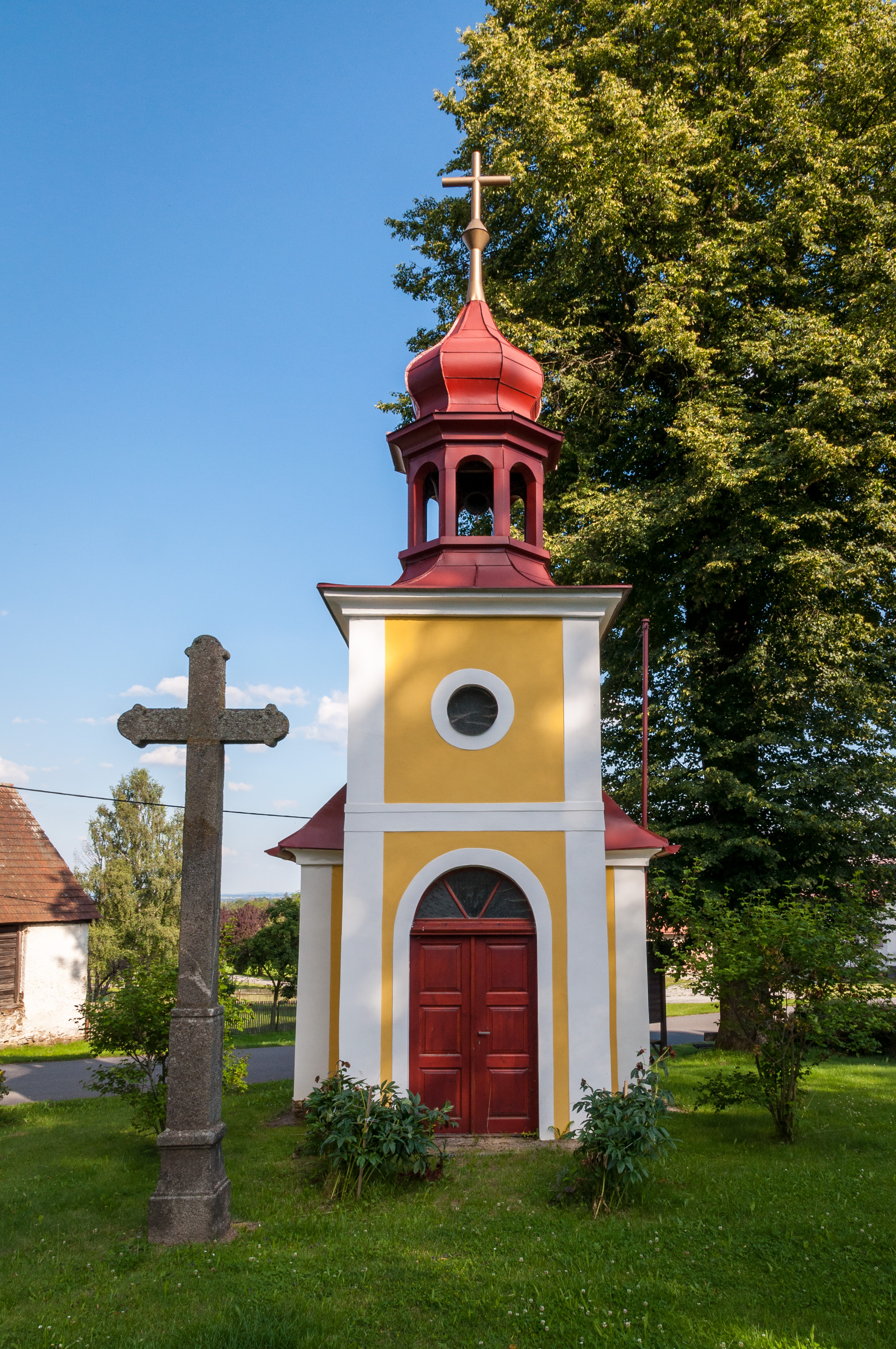
Kaplička
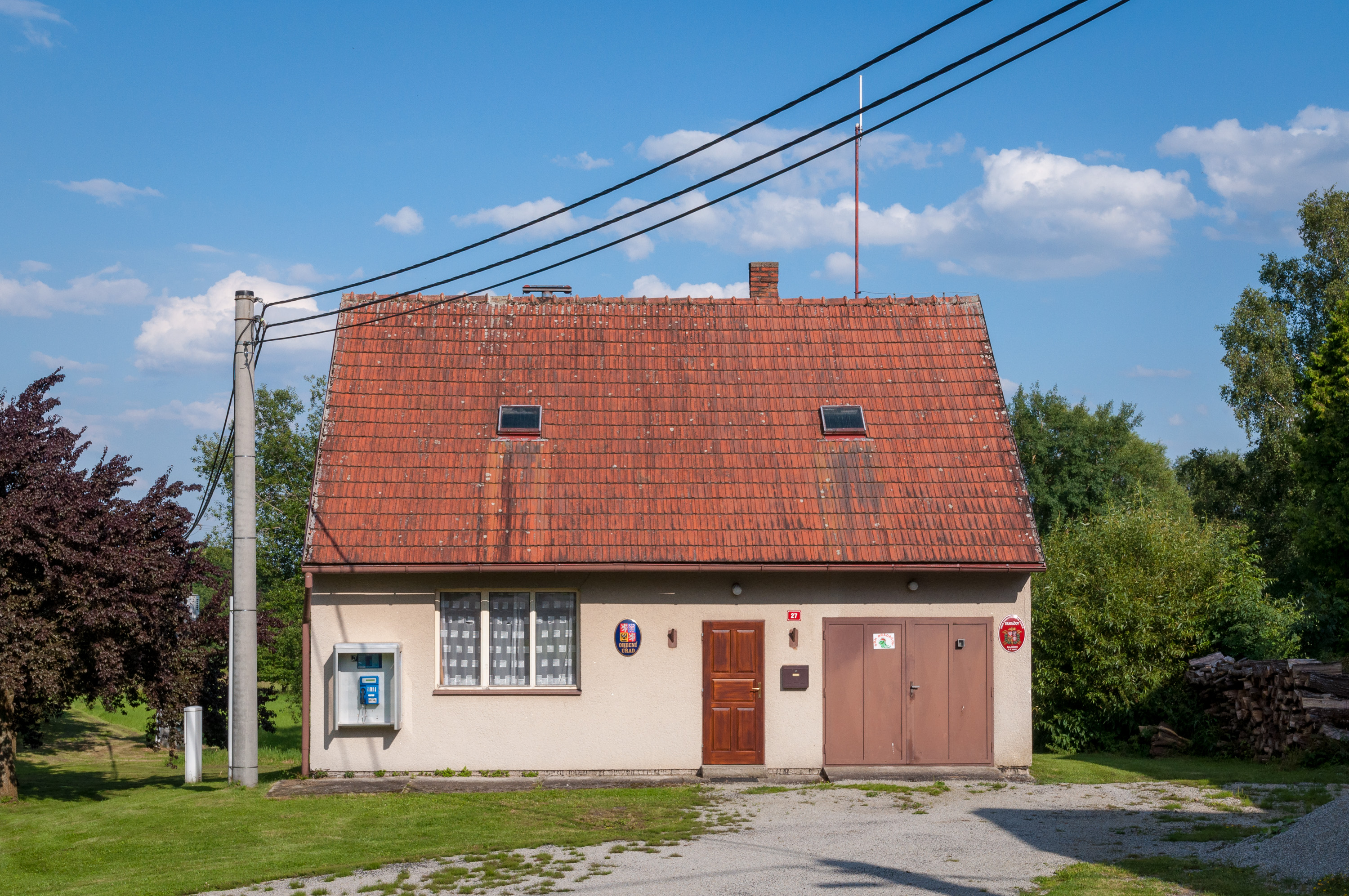
Obecní úřad
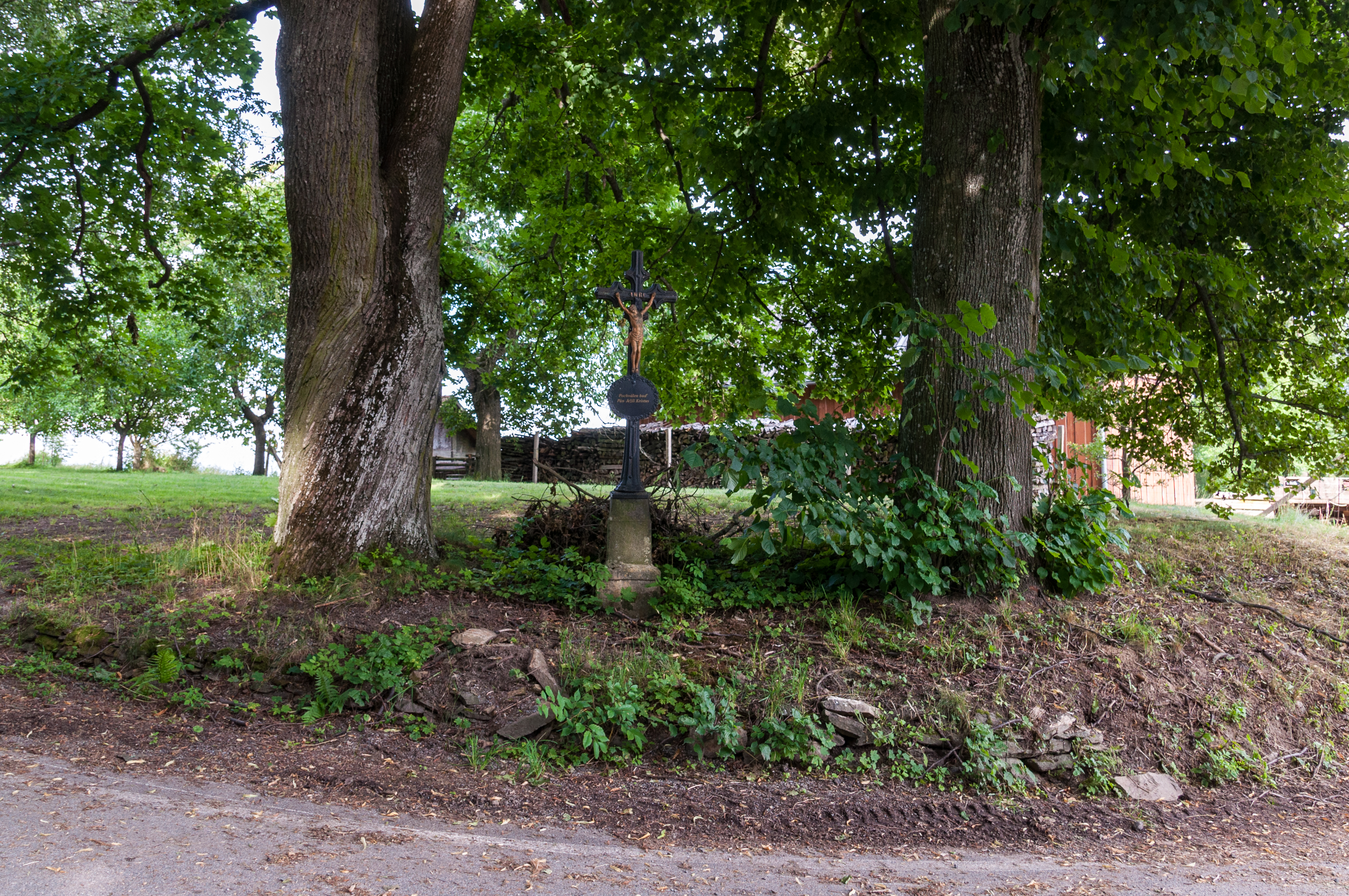
Křížek v obci
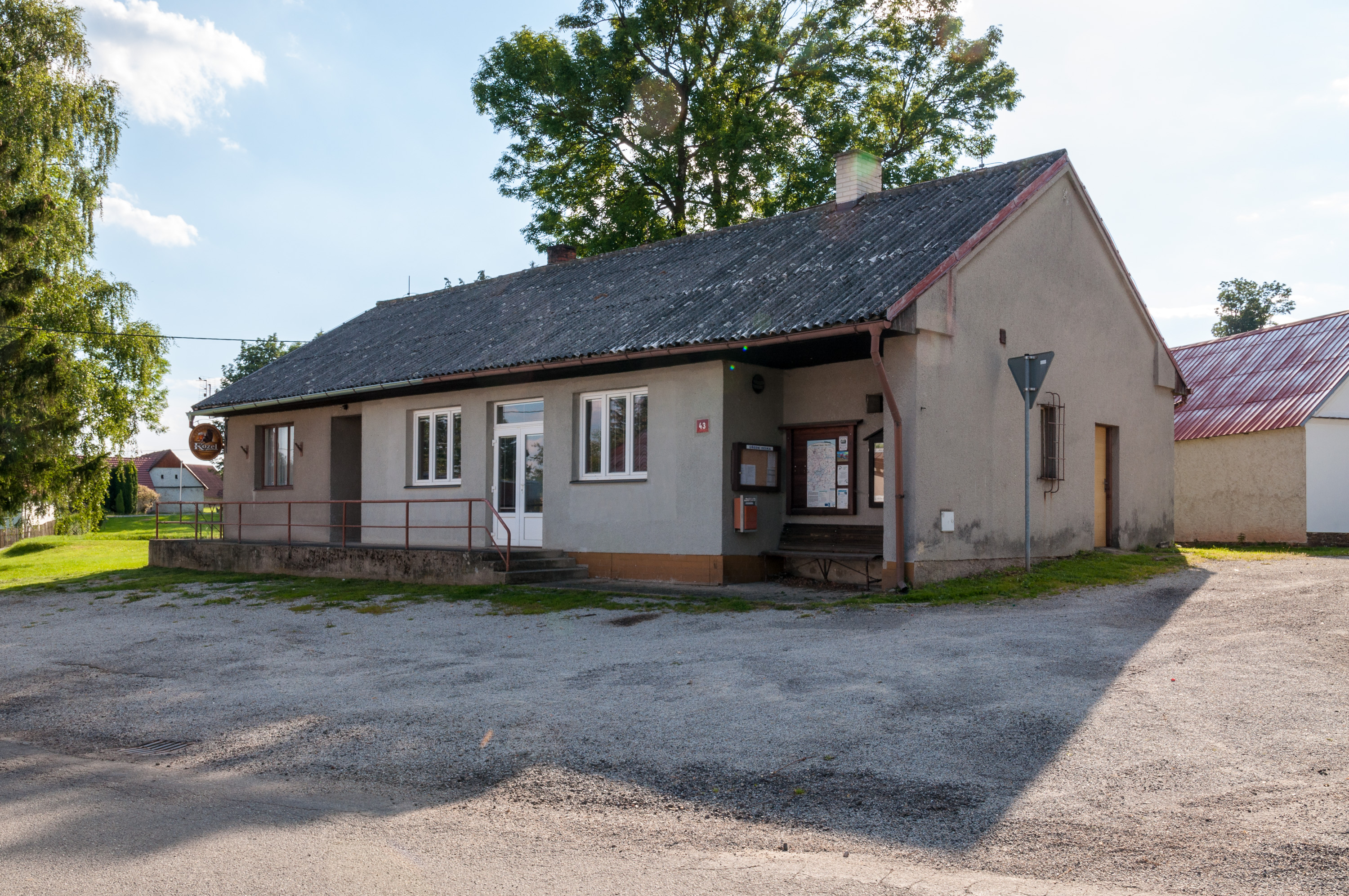
Náves, hostinec
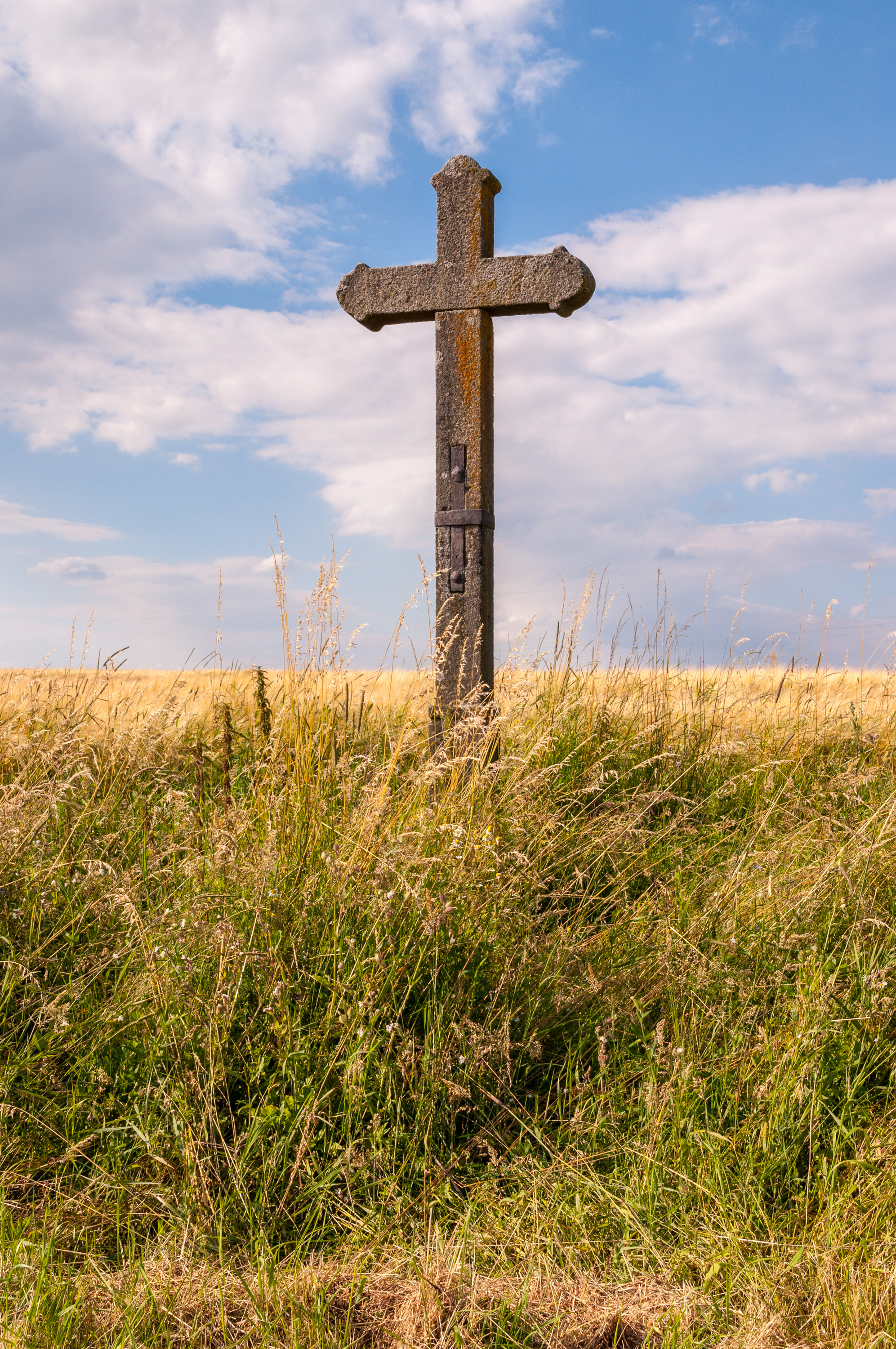
Kříž na východ, u cesty do Pojbuk